# Yordano Ventura
Pour les articles homonymes, voir Ventura.
Yordano Ventura Hernandez (né le 3 juin 1991 à Samaná (République dominicaine) et mort le 22 janvier 2017 dans la province de San José de Ocoa en République dominicaine) était un lanceur droitier de baseball. 
Il a évolué dans la Ligue majeure de baseball de 2013 à 2016 avec les Royals de Kansas City et fait partie de l'équipe championne de la Série mondiale 2015.

## Carrière
Yordano Ventura signe son premier contrat professionnel en 2008 avec les Royals de Kansas City. Avant le début de la saison 2013, il apparaît pour la première fois au palmarès des 100 meilleures joueurs d'avenir dressé annuellement par Baseball America, alors qu'il est classé 85e. Il fait un bond à la 26e position du classement, un an plus tard.

### Saison 2013
Après avoir gradué au niveau Triple-A des ligues mineures au cours de la saison de baseball 2013, Yordano Ventura fait ses débuts dans le baseball majeur le 17 septembre de la même année comme lanceur partant des Royals face aux Royals de Kansas City. Il fait bonne impression et quitte avec son équipe en avance, 3-0, mais la relève gâche cette priorité, le privant d'une victoire. En 3 départs en fin de saison, Ventura encaisse une défaite, maintient une moyenne de points mérités de 3,52 en 15 manches et un tiers lancées, réussit 11 retraits sur des prises mais accorde 6 buts-sur-balles.

### Saison 2014
À sa première saison complète en 2014, Ventura termine 6e du vote annuel désignant la recrue de l'année de la Ligue américaine. Il effectue 30 départs et ajoute une présence comme lanceur de relève. Il remporte 14 victoires, un sommet chez les Royals cette année-là, à égalité avec James Shields, à qui il est appelé à succéder comme lanceur partant numéro un de l'équipe. Il termine avec le second plus haut total de retraits sur des prises (159) des Royals après Shields, et sa moyenne de points mérités se chiffre à 3,20 en 183 manches de travail. 

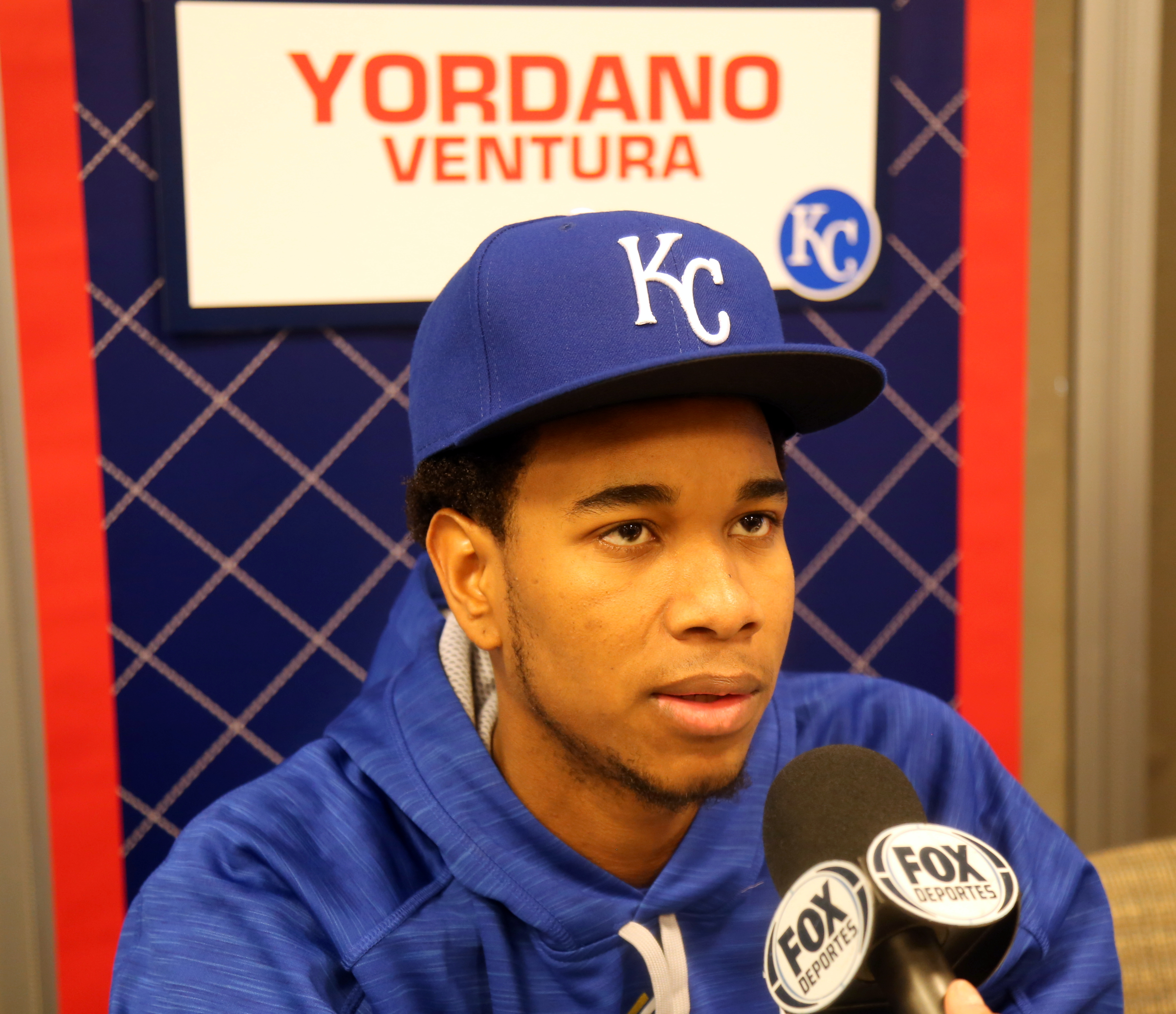
Yordano Ventura le 26 octobre 2015 lors d'une journée de rencontres avec les médias tenue la veille du début de la Série mondiale 2015.

Ventura aide les Royals à remporter le championnat de la Ligue américaine grâce à une moyenne de points mérités de 3,20 en 25 manches et un tiers lancées lors des séries éliminatoires. Choisi comme lanceur partant des Royals lors des 2e et 6e matchs de la Série mondiale 2014, perdue par Kansas City face à San Francisco, il est particulièrement brillant à sa dernière sortie lorsque les Royals font face à l'élimination : il blanchit les Giants et ne leur accorde que 3 coups sûrs en 7 manches pour pousser la série finale à sa limite de 7 parties.
Les balles rapides de Ventura ont été chronométrées, en moyenne, à 156 km/h durant la saison 2014, mieux que tout autre lanceur des majeures cette année-là, et ses lancers atteignent fréquemment les 160 km/h.

### Saison 2015
Le 4 avril 2015, Yordano Ventura signe une prolongation de contrat de 23 millions de dollars pour 5 ans avec les Royals, ce qui le lie au club jusqu'à la fin de la saison 2019. Son ancien coéquipier James Shields ayant quitté l'équipe, Ventura est choisi comme lanceur partant des Royals pour le match d'ouverture de la saison 2015, qu'il remporte sur les White Sox de Chicago.
Ventura est mis à l'amende par le baseball majeur pour avoir délibérément atteint d'un tir Brett Lawrie des Athletics d'Oakland le 18 avril 2015. Le 25 avril suivant, il est suspendu 7 matchs à la suite d'une bagarre survenue lors d'un match le 23 avril contre les White Sox de Chicago.

## Décès
Yordano Ventura meurt le 22 janvier 2017 à 25 ans dans un accident de voiture dans la province de San José de Ocoa en République dominicaine.